# 非賣品
是一部2018年上映的韓國犯罪動作片，由新人導演金敏浩執導，馬東石、宋智孝主演，於2018年11月22日在韓國上映。

## 劇情概要
《非賣品》故事敘述過去曾是流氓、綽號「憤怒的黃牛」的東哲（馬東石飾），遇上智秀（宋智孝飾）後金盤洗手，成為漁夫後努力洗清黑暗的過去。然而，東哲魯莽的個性，讓他在生意上不斷做出錯誤決策。某日東哲與好兄弟打算將漁獲賣到海外賺大錢，回家後，卻發現屋內有打鬥的痕跡，智秀也不見蹤影，東哲立刻明白智秀遭到了綁架。不久，一通陌生來電表示要付東哲一筆錢，要求東哲將妻子賣給他。為搶回妻子，東哲到放數公司及地下賭場查詢。經一打十後得到妻子下落，最後奪回妻子並成功賺大錢。

## 演員陣容

### 主要人物
- 馬東石 飾演 姜東哲
- 宋智孝 飾演 智秀[8]

### 其他人物
- 金盛吳 飾演 基泰
- 金民宰 飾演 熊社長
- 朴智焕 飾演 春植
- 李成佑 飾演 斗植
- 裴盧麗 飾演 素妍
- 朴智勳 飾演 鍘刀
- 朴光在 飾演 巨軀
- 林炯俊 飾演 崔重延
- 鄭海均 飾演 洪光杓
- 金元海 飾演 宣周
- 鄭仁基 飾演 朴社長
- 張赫鎮 飾演 崔萬植
- 崔洪日 飾演 素妍的父親
- 孫康國 飾演 會計系職員
- 裴成日 飾演 海濱餐廳服務員
- 姜圭煥 飾演 金警官
- 林日奎 飾演 張警官
- 金秀珍 飾演 律師
- 全益齡 飾演 掮客
- 李道均 飾演 餐廳服務員
- 裴真雅 飾演 美子
- 黃在烈 飾演 二手車經銷商
- 沈昭英 飾演 鰻魚大嬸
- 琴廣山 飾演 洪光杓的手下
- 金興來 飾演 洪光杓的手下

## 製作
主体拍摄始於2018年5月4日，並於同年8月3日完成。

## 票房
韓國方面，《非賣品》在2018年11月22日韓國上映當天榮登票房冠軍。截至2019年2月5日累積觀影人數超過150萬人，票房累積超過1100萬美元。

## 外部連結
- NAVER上《非賣品》的資料
- Daum上《非賣品》的資料

- 韩国电影数据库（KMDb）上《非賣品》的資料
- 《非賣品》在HanCinema的页面（英文）
- 豆瓣电影上《非賣品》的資料 （简体中文）